# Romania al Junior Eurovision Song Contest
La Romania ha partecipato 7 volte sin dal suo debutto nel 2003. La rete che ha curato le varie partecipazioni è la TVR. Si è ritirata nel 2010 per dei tagli ai budget a causa del cambio di direzione.

## Partecipazioni
- Primo posto
- Secondo posto
- Terzo posto
- Ultimo posto

| Anno                                    | Artista            | Canzone               | Lingua | Posizione | Posizione |
| Anno                                    | Artista            | Canzone               | Lingua | Finale    | Punti     |
| --------------------------------------- | ------------------ | --------------------- | ------ | --------- | --------- |
| 2003                                    | Bubu               | Tobele sunt viața mea | Rumeno | 10º       | 35        |
| 2004                                    | Noni Răzvan Ene    | Îţi mulţumesc         | Rumeno | 4º        | 123       |
| 2005                                    | Alina Eremia       | Ţurai!                | Rumeno | 5º        | 89        |
| 2006                                    | New Star Music     | Povestea mea          | Rumeno | 6º        | 80        |
| 2007                                    | 4Kids              | Sha la la             | Rumeno | 10º       | 54        |
| 2008                                    | Mădălina & Andrada | Salvaţi planeta!      | Rumeno | 9º        | 58        |
| 2009                                    | Ioana Bianca Anuţa | Ai puterea în mâna ta | Rumeno | 13º       | 19        |
| Nessuna partecipazione dal 2010 al 2024 |                    |                       |        |           |           |

## Storia delle votazioni
Al 2009, le votazioni della Romania sono state le seguenti: 
Punti dati
| Posizione | Stato              | Punti |
| --------- | ------------------ | ----- |
| 1         | Bielorussia        | 46    |
| 2         | Spagna             | 40    |
| 3         | Macedonia del Nord | 32    |
| 4         | Ucraina            | 27    |
| 5         | Belgio             | 23    |

Punti ricevuti
| Posizione | Stato              | Punti |
| --------- | ------------------ | ----- |
| 1         | Cipro              | 47    |
| 2         | Spagna             | 42    |
| 3         | Macedonia del Nord | 36    |
| 4         | Grecia             | 33    |
| 5         | Bielorussia        | 22    |

## Organizzazione dell'evento
| Anno | Città    | Luogo            | Conduttori                                       |
| ---- | -------- | ---------------- | ------------------------------------------------ |
| 2006 | Bucarest | Sala Polivalentă | Andreea Marin Bănică, Ioana Ivan e Andrei Mateiu |